# Steinovelia stagnalis
Steinovelia stagnalis är en insektsart som först beskrevs av Hermann Burmeister 1835.  Steinovelia stagnalis ingår i släktet Steinovelia och familjen vattenlöpare. Inga underarter finns listade i Catalogue of Life.